# Loyola University Chicago Men's Volleyball
La Loyola University Chicago Men's Volleyball è la squadra di pallavolo maschile appartenente alla Loyola University Chicago, con sede a Chicago: milita nella Midwestern Intercollegiate Volleyball Association della NCAA Division I.

## Storia
La squadra di pallavolo maschile della Loyola University Chicago Men's Volleyball viene fondata nel 1996. Il primo allenatore del programma è Gordon Mayforth, che resta alla guida dei Ramblers per sette stagioni, ma senza riuscire mai a centrare la qualificazione alla Final Four.
Nel 2003 i Ramblers vengono affidati all'ex pallavolista Shane Davis, che appena terminata la carriera universitaria da giocatore, prende la guida del programma. Nella stagione 2013, dopo diverse finali perse nel Torneo MIVA, arriva la prima vittoria del titolo di conference, che permette ai Ramblers di partecipare per la prima volta ad una Final Four, dove però escono subito sconfitti in semifinale contro i futuri campioni della UC Irvine. Nella stagione seguente arriva ancora un titolo di conference, che consente al programma di ospitare la Final Six del tornei NCAA: in semifinale i Ramblers conquistano la prima finale della propria storia, avendo la meglio sulla Penn State dopo il tie break, andando a vincere il loro primo titolo NCAA grazie al successo in quattro set sulla Stanford; tra i giocatori Cody Caldwell viene eletto MVP del torneo, mentre Peter Hutz, Thomas Jaeschke e Joseph Smalzer sono inseriti nel sestetto ideale.
Nel 2015 il programma conquista il terzo titolo MIVA consecutivo, potendo così difendere il titolo nazionale: dopo aver superato agevolmente la Pfeiffer ai quarti di finale, i Ramblers si impongono in tre set sulla UC Irvine in semifinale, centrando il secondo titolo nazionale consecutivo dopo una battaglia di cinque set contro la Lewis; Jeffrey Jendryk viene premiato come miglior giocatore del torneo, mentre Cody Caldwell e Thomas Jaeschke appaiono nell'All-Tournament Team. 
Nel 2016 il programma viene affidato a Mark Hulse, sostituito nel 2023 da John Hawks.

## Palmarès
- NCAA Division I: 2

2014, 2015

## Record
| Piazzamento          |   | Edizione                                                                    |
| -------------------- | - | --------------------------------------------------------------------------- |
| Tornei NCAA          | 3 | Vincitrice: 2 2014, 2015                                                    |
| Tornei NCAA          | 3 | Finale: 1 2013                                                              |
| Titoli di conference | 4 | Midwestern Intercollegiate Volleyball Association: 4 2013, 2014, 2015, 2025 |

## Conference
- Midwestern Intercollegiate Volleyball Association: 1994-

## National Player of the Year
- Thomas Jaeschke (2015)

## National Newcomer of the Year
- Jeffrey Jendryk (2015)
- Daniel Fabikovič (2024)

## National Coach of the Year
- Shane Davis (2014)

## All-American

### First Team
- James Grunst (2006)
- Chris Kozlarek (2006)
- Thomas Jaeschke (2014, 2015)
- Jeffrey Jendryk (2017, 2018)
- Parker Van Buren (2024, 2025)

### Second Team
- Dan Schultz (1998)
- Brad Stoub (2002)
- Shane Davis (2003)
- Justin Schnor (2003)
- Scott Greene (2005)
- Krystian Krzyzak (2005)
- James Grunst (2007)
- Mike Bunting (2011)
- Joseph Smalzer (2012, 2013)
- Peter Hutz (2015)
- Jeffrey Jendryk (2015, 2016)
- Collin Mahan (2019)
- Daniel Fabikovič (2025)
- Nicodemus Meyer (2025)

## Allenatori
- Gordon Mayforth: 1996-2002
- Tim O'Brien: 2003
- Shane Davis: 2004-2015
- Mark Hulse: 2016-2022
- John Hawks: 2023-